# Arnold Lequis
Arnold Lequis (né le 2 février 1861 à Dillenburg et mort le 16 février 1949 à Wiesbaden) est un général d'infanterie allemand.

## Éducation et carrière militaire
Lequis étudie aux lycées d'Osnabrück et de Cologne ainsi que l'Université polytechnique d'Aix-la-Chapelle. En 1880, il rejoint le 8e bataillon du génie de l'armée prussienne en tant qu'élève-officier et est promu sous-lieutenant en 1881. En 1896, il a atteint le grade de capitaine dans l'état-major général. En 1898, il est affecté au Grand État-major et en 1902, il travaille comme instructeur militaire à l'Académie de guerre.

## Activité dans les colonies allemandes

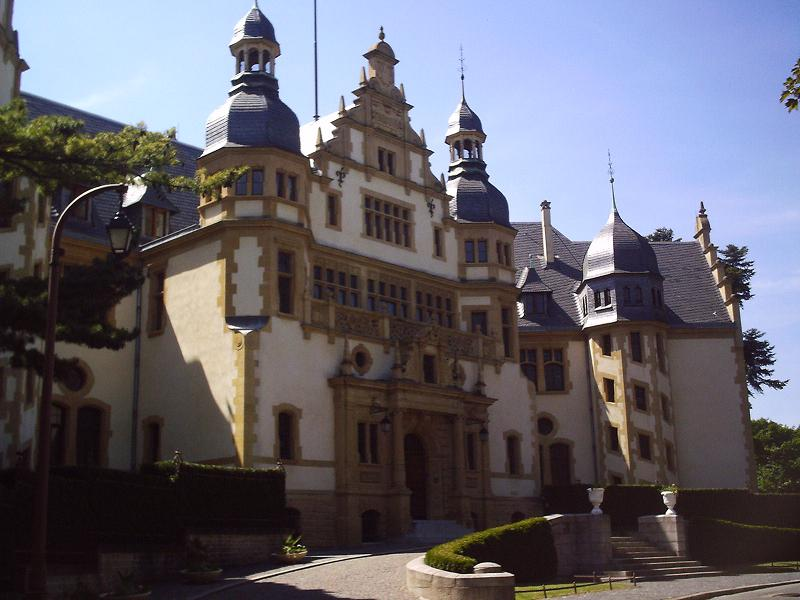
Palais du Gouverneur de Metz

En 1900, Lequis participa à l'expédition en Chine (de) en tant que commandant de compagnie dans le bataillon du génie d'Asie de l'Est. En 1904, il fait partie de l'état-major du commandement de la colonie du Sud-Ouest africain allemand pendant le soulèvement des Herero. Lorsque la deuxième escadre russe du Pacifique (de) jette l'ancre au large de la baie de Lüderitz (de) en route vers le Japon en décembre 1904, Lequis réussit à conclure un accord avec l'amiral russe Rojestvenski, malgré la situation tendue à la suite de l'incident du Dogger Bank. Après une affectation temporaire à l'état-major général du gouvernement de Metz, il quitte l'armée prussienne et est nommé au commandement des troupes de protection à l'Office impérial aux Colonies le 11 janvier 1908. En 1909, il est nommé représentant du commandant de la Troupe impériale de protection du Cameroun, le major Puder. Sa tâche consiste également à enquêter sur les conditions de travail désastreuses au sein du corps des officiers de la Troupe de protection. Il entreprend une vaste tournée d’inspection dans l’ouest du Cameroun et dans les zones forestières de l’intérieur de la côte de Kribi. Promu lieutenant-colonel en mai 1909, il provoque un scandale lorsqu'il démissionne de son commandement sans consultation et refuse de servir sous les ordres du vice-gouverneur de rang inférieur, le conseiller de gouvernement Hansen. Lequis retourne dans l'armée prussienne sans que l'affaire ait pour lui de conséquences fâcheuses.

## Première Guerre mondiale et guerre civile
En 1910, Lequis devient chef d'état-major général du gouvernorat de Thorn, promu colonel en 1912 et commandant des pionniers du 1er corps d'armée en 1913. Pendant la Première Guerre mondiale, il est d'abord chef d'état-major général du gouvernorat de Posen, et à partir d'octobre 1914, il est chef quartier-maître de la 2e armée. En décembre 1914, il est promu général de division. En mai 1916, il est nommé commandant de la 104e brigade d'infanterie et en novembre de la même année, il prend le commandement de la 12e division d'infanterie. En 1917, il est décoré de l'Ordre Pour le Mérite et, après avoir participé avec succès à la 12e bataille de l'Isonzo, les feuilles de Chêne du Pour le Mérite. En mars 1918, lui et sa division participent à l' offensive allemande du printemps et sont promus lieutenant général en juillet. Plus récemment, il est gouverneur de Metz et revient de là à Berlin après la conclusion de l'armistice.
Lors de la Révolution de Novembre, Lequis se voit confier le commandement d'un commandement général portant son nom, avec lequel il doit rétablir l'ordre à Berlin conformément à l'OHL avant le début du Congrès des conseils du Reich. Cependant, les plans élaborés par Lequis et son chef d'état-major, le major Harbou (de), pour l'invasion des troupes de première ligne, dont de nombreux régiments de gardes, à Berlin ne sont pas exécutés comme prévu ou échouent parce que la plupart des soldats voulaient rentrer chez eux. Lors de l'invasion de Steglitz, Lequis prête serment à la République par le gouvernement Ebert au nom de ses officiers et de ses hommes et sert temporairement comme gouverneur militaire de Berlin.
Lequis gagne en importance lors de la tentative de répression des troupes de la Division navale populaire cantonnées au château de Berlin et au Marstall à Berlin à Noël 1918 (de). Lequis se voit confier la sécurité du quartier gouvernemental (de) avec la division de fusiliers de cavalerie de la Garde. Les marins de la Division navale populaire ont l'intention de subordonner la remise convenue du château au gouvernement au paiement de leurs salaires, qui leur ont jusqu'alors refusés. Tôt le matin du 24 décembre 1918, le château et les écuries sont bombardés par les troupes de Lequis avec du matériel militaire. Cependant, grâce au soutien de la population civile qui s'est ruée sur les lieux, les troupes doivent se retirer. Après que Lequis a donné une interview malavisée à un journal après la résolution de la crise, il est remplacé par le général baron von Lüttwitz et transféré aux officiers de l'armée. Le 23 juin 1919, il est accepté dans la Reichswehr provisoire en tant que commandant de la 8e brigade de la Reichswehr en Haute-Silésie et se voit confier la direction des gardes-frontières. Après le putsch de Kapp, Lequis quitte le service militaire le 18 septembre 1920. Trois mois plus tard, il reçoit le grade de général d'infanterie.